# Стереотипное пространство
В функциональном анализе и связанных областях математики стереотипные пространства представляют собой класс топологических векторных пространств, выделяемый неким специальным условием рефлексивности. Этот класс обладает серией замечательных свойств, в частности, он весьма широк (например, содержит все пространства Фреше, и поэтому все банаховы пространства), он состоит из пространств, подчиненных определенному условию полноты, и образует замкнутую моноидальную категорию со стандартными аналитическими средствами построения новых пространств, такими как переход к замкнутому подпространству, факторпространству, проективному и инъективному пределам, пространству операторов, тензорным произведениям, и т. д. 

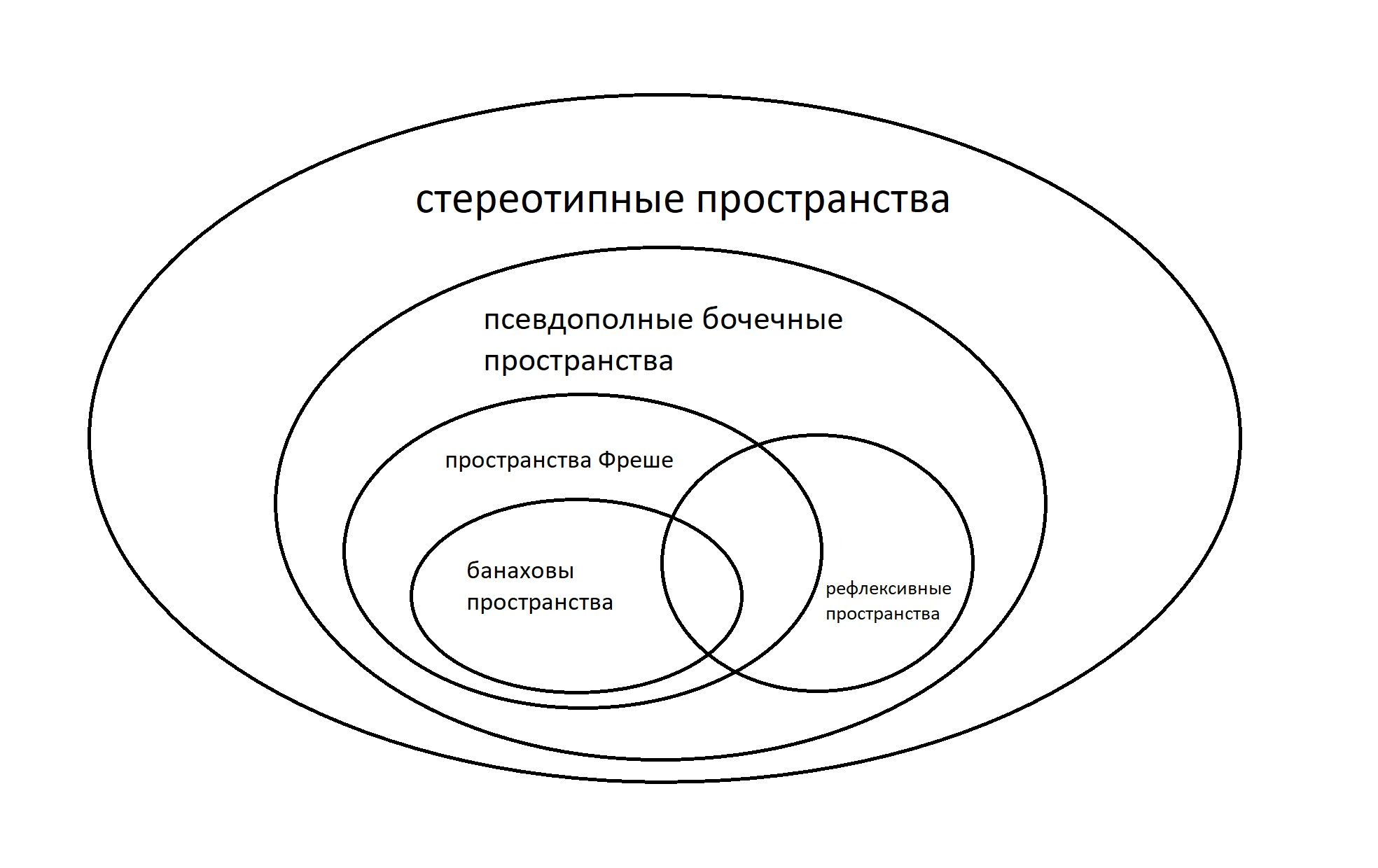
Взаимные вложения основных классов локально выпуклых пространств

## Определение и критерий стереотипности
Стереотипным пространством называется топологическое векторное пространство {\displaystyle X} над полем {\displaystyle \mathbb {C} } комплексных чисел такое, что естественное отображение во второе сопряженное пространство
{\displaystyle i:X\to X^{\star \star },\quad i(x)(f)=f(x),\quad x\in X,\quad f\in X^{\star }}
является изоморфизмом топологических векторных пространств (то есть линейным и гомеоморфным отображением). Здесь сопряженное пространство {\displaystyle X^{\star }} определяется как пространство всех линейных непрерывных функционалов {\displaystyle f:X\to \mathbb {C} }, наделенное топологией равномерной сходимости на вполне ограниченных множествах в {\displaystyle X}, а второе сопряженное пространство {\displaystyle X^{\star \star }} представляет собой пространство, сопряженное к {\displaystyle X^{\star }} в этом же смысле.
Справедлив следующий критерий: топологическое векторное пространство {\displaystyle X} стереотипно тогда и только тогда, когда оно локально выпукло и удовлетворяет следующим двум условиям:
- псевдополнота: всякая вполне ограниченная направленность Коши в {\displaystyle X} сходится,
- псевдонасыщенность: всякое замкнутое выпуклое уравновешенное емкое множество {\displaystyle D} в {\displaystyle X} является окрестностью нуля в {\displaystyle X}.

Псевдополнота представляет собой ослабление обычного свойства полноты, а псевдонасыщенность — ослабление свойства бочечности топологического векторного пространства.

## Примеры
Всякое псевдополное бочечное пространство {\displaystyle X} (в частности, всякое банахово пространство и всякое пространство Фреше) стереотипно. Метризуемое локально выпуклое пространство {\displaystyle X} стереотипно тогда и только тогда, когда оно полно. Если {\displaystyle X} — нормированное пространство, и {\displaystyle \sigma } — слабая топология на {\displaystyle X}, порожденная функционалами сопряженного пространства {\displaystyle X^{\star }}, то относительно топологии {\displaystyle \sigma } пространство {\displaystyle X} стереотипно тогда и только тогда, когда конечномерно. Существуют стереотипные пространства, не являющиеся пространствами Макки.
Простейшие связи между свойствами стереотипного пространства {\displaystyle X} и его сопряженного пространства {\displaystyle X^{\star }} выражаются следующим списком закономерностей:
- {\displaystyle X} нормируемо {\displaystyle \Longleftrightarrow } {\displaystyle X} - банахово пространство {\displaystyle \Longleftrightarrow } {\displaystyle X^{\star }} - пространство Смит;

- {\displaystyle X} метризуемо {\displaystyle \Longleftrightarrow } {\displaystyle X} - пространство Фреше {\displaystyle \Longleftrightarrow } {\displaystyle X^{\star }} - пространство Браунера;

- {\displaystyle X} бочечно {\displaystyle \Longleftrightarrow } {\displaystyle X^{\star }} обладает свойством Гейне-Бореля;

- {\displaystyle X} квазибочечно {\displaystyle \Longleftrightarrow } в {\displaystyle X^{\star }} любое подмножество {\displaystyle T}, поглощаемое любой бочкой, вполне ограничено;

- {\displaystyle X} — пространство Макки {\displaystyle \Longleftrightarrow } в {\displaystyle X^{\star }} всякое {\displaystyle X}-слабо компактное множество компактно;

- {\displaystyle X} — монтелевское пространство {\displaystyle \Longleftrightarrow } {\displaystyle X} бочечно и обладает свойством Гейне-Бореля {\displaystyle \Longleftrightarrow } {\displaystyle X^{\star }} — монтелевское пространство;

- {\displaystyle X} — пространство со слабой топологией {\displaystyle \Longleftrightarrow } в {\displaystyle X^{\star }} любой компакт {\displaystyle T} конечномерен;

- {\displaystyle X} сепарабельно {\displaystyle \Longleftrightarrow } в {\displaystyle X^{\star }} существует последовательность замкнутых подпространств {\displaystyle L_{n}} конечной коразмерности с тривиальным пересечением: {\displaystyle \bigcap _{n=1}^{\infty }L_{n}=\{0\}}.

- {\displaystyle X} обладает (классическим) свойством аппроксимации {\displaystyle \Longleftrightarrow } {\displaystyle X^{\star }} обладает (классическим) свойством аппроксимации;

- {\displaystyle X} полно {\displaystyle \Longleftrightarrow } {\displaystyle X^{\star }} кополно {\displaystyle \Longleftrightarrow } {\displaystyle X^{\star }} насыщено ;

- {\displaystyle X} — пространство Птака {\displaystyle \Longleftrightarrow } в {\displaystyle X^{\star }} всякое подпространство {\displaystyle L}, оставляющее замкнутый след {\displaystyle L\cap K} на каждом компакте {\displaystyle K} в {\displaystyle X^{\star }}, автоматически замкнуто;

- {\displaystyle X} — гиперполное пространство {\displaystyle \Longleftrightarrow } в {\displaystyle X^{\star }} всякое выпуклое уравновешенное множество {\displaystyle B}, оставляющее замкнутый след {\displaystyle B\cap K} на каждом компакте {\displaystyle K} в {\displaystyle X^{\star }}, автоматически замкнуто.

## История
Первые результаты, описывающие этот тип рефлексивности топологических векторных пространств, были получены М. Ф. Смит в 1952 году. В дальнейшем исследования в этой области проводились Б. С. Брудовским, У. С. Уотрехаусом, К.Браунером, С. С. Акбаровым, и Е. Т. Шавгулидзе. Термин "стереотипное пространство" был введен С. С. Акбаровым в 1995. Основные свойства категории стереотипных пространств были описаны С. С. Акбаровым в серии работ 1995-2017гг.

## Псевдопополнение и псевдонасыщение
Всякое локально выпуклое пространство {\displaystyle X} можно превратить в стереотипное с помощью стандартных операций, описываемых следующими предложениями.
1. Каждому локально выпуклому пространству {\displaystyle X} можно поставить в соответствие линейное непрерывное отображение {\displaystyle \triangledown _{X}:X\to X^{\triangledown }} в некоторое псевдополное локально выпуклое пространство {\displaystyle X^{\triangledown }}, называемое псевдопополнением пространства {\displaystyle X}, таким образом, чтобы выполнялись следующие условия:
- {\displaystyle X} псевдополно тогда и только тогда, когда {\displaystyle \triangledown _{X}:X\to X^{\triangledown }} является изоморфизмом;
- для всякого линейного непрерывного отображения {\displaystyle \varphi :X\to Y} локально выпуклых пространств существует единственное линейное непрерывное отображение {\displaystyle \varphi ^{\triangledown }:X^{\triangledown }\to Y^{\triangledown }} такое, что {\displaystyle \triangledown _{Y}\circ \varphi =\varphi ^{\triangledown }\circ \triangledown _{X}}.

Интуитивно можно представлять себе псевдопополнение пространства {\displaystyle X} как «ближайшее к {\displaystyle X} снаружи» псевдополное локально выпуклое пространство, так что операция {\displaystyle X\mapsto X^{\triangledown }} добавляет к {\displaystyle X} некоторые элементы, но не меняет топологию {\displaystyle X} (подобно обычной операции пополнения).
2. Всякому локально выпуклому пространству {\displaystyle X} можно поставить в соответствие линейное непрерывное отображение {\displaystyle \vartriangle _{X}:X^{\vartriangle }\to X} из некоторого псевдонасыщенного локально выпуклого пространства {\displaystyle X^{\vartriangle }}, называемого псевдонасыщением пространства {\displaystyle X}, таким образом, чтобы выполнялись следующие условия:
- {\displaystyle X} псевдонасыщено тогда и только тогда, когда {\displaystyle \vartriangle _{X}:X^{\vartriangle }\to X} является изоморфизмом;
- для вского линейного непрерывного отображения {\displaystyle \varphi :X\to Y} локально выпуклых пространств существует единственное линейное непрерывное отображение {\displaystyle \varphi ^{\vartriangle }:X^{\vartriangle }\to Y^{\vartriangle }} такое что {\displaystyle \varphi \circ \vartriangle _{X}=\vartriangle _{Y}\circ \varphi ^{\vartriangle }}.

Псевдонасыщение пространства {\displaystyle X} можно интуитивно представлять себе как «ближайшее к {\displaystyle X} изнутри» псевдонасыщенное локально выпуклое пространство, так что операция {\displaystyle X\mapsto X^{\vartriangle }} усиливает топологию {\displaystyle X}, но не меняет его элементы.
Если {\displaystyle X}—псевдополное локально выпуклое пространство, то его псевдонасыщение {\displaystyle X^{\vartriangle }} стереотипно. Двойственным образом, если {\displaystyle X}—псевдонасыщенное локально выпуклое пространство, то его псевдопополнение {\displaystyle X^{\triangledown }} стереотипно. Для произвольного локально выпуклого пространства {\displaystyle X} пространства {\displaystyle X^{\vartriangle \triangledown }} и {\displaystyle X^{\triangledown \vartriangle }} стереотипны.

## Категория стереотипных пространств
Класс Ste стереотипных пространств образует категорию с линейными непрерывными отображениями в качестве морфизмов и обладает следующими свойствами:
- Ste — предабелева категория;
- Ste — полная и кополная категория;
- Ste — автодуальная категория относительно функтора {\displaystyle X\mapsto X^{\star }} перехода к сопряженному пространству;
- Ste — категория с узловым разложением: всякий морфизм {\displaystyle \varphi :X\to Y} обладает разложением {\displaystyle \varphi =\sigma \circ \beta \circ \pi }, в котором {\displaystyle \pi } — строгий эпиморфизм, {\displaystyle \beta } — биморфизм, а {\displaystyle \sigma } — строгий мономорфизм.

Для любых двух стереотипных пространств {\displaystyle X} и {\displaystyle Y} стереотипное пространство операторов {\displaystyle Y\oslash X} из {\displaystyle X} в {\displaystyle Y} определяется как псевдонасыщение пространства {\displaystyle {\text{L}}(X,Y)} всех линейных непрерывных отображений {\displaystyle \varphi :X\to Y}, наделенного топологией равномерной сходимости на вполне ограниченных множествах. Пространство {\displaystyle Y\oslash X} стереотипно. С его помощью определяются два естественных тензорных произведения в Ste:
{\displaystyle X\circledast Y:=(Y^{\star }\oslash X)^{\star },}
{\displaystyle X\odot Y:=Y\oslash X^{\star }.}
Теорема. В категории Ste выполняются следующие естественные тождества::
{\displaystyle \mathbb {C} \circledast X\cong X\cong X\circledast \mathbb {C} ,}
{\displaystyle \mathbb {C} \odot X\cong X\cong X\odot \mathbb {C} ,}
{\displaystyle X\circledast Y\cong Y\circledast X,}
{\displaystyle X\odot Y\cong Y\odot X,}
{\displaystyle (X\circledast Y)\circledast Z\cong X\circledast (Y\circledast Z),}
{\displaystyle (X\odot Y)\odot Z\cong X\odot (Y\odot Z),}
{\displaystyle (X\circledast Y)^{\star }\cong Y^{\star }\odot X^{\star },}
{\displaystyle (X\odot Y)^{\star }\cong Y^{\star }\circledast X^{\star },}
{\displaystyle X\oslash Y\cong Y^{\star }\oslash X^{\star },}
{\displaystyle X\oslash (Y\circledast Z)\cong (X\oslash Y)\oslash Z,}
{\displaystyle (X\odot Y)\oslash Z\cong X\odot (Y\oslash Z)}
В частности, Ste --- симметрическая моноидальная категория относительно бифунктора {\displaystyle \odot }, симметрическая замкнутая моноидальная категория относительно бифунктора {\displaystyle \circledast } и внутреннего hom-функтора {\displaystyle \oslash }, и *-автономная категория:
{\displaystyle X^{\star }\oslash (Y\circledast Z)\cong (X\circledast Y)^{\star }\oslash Z,}

### Ядро и коядро в категории Ste
Поскольку Ste --- предабелева категория, всякий морфизм {\displaystyle \varphi :X\to Y} в ней имеет ядро, коядро, образ и кообраз.
Эти объекты удовлетворяют следующим естественным тождествам:
{\displaystyle ({\text{ker}}\varphi )^{\star }={\text{coker}}(\varphi ^{\star }),\qquad ({\text{coker}}\varphi )^{\star }={\text{ker}}(\varphi ^{\star }),}
{\displaystyle ({\text{im}}\varphi )^{\star }={\text{coim}}(\varphi ^{\star }),\qquad ({\text{coim}}\varphi )^{\star }={\text{im}}(\varphi ^{\star }),}
{\displaystyle ({\text{Ker}}\varphi )^{\perp \vartriangle }={\text{Im}}(\varphi ^{\star }),\qquad ({\text{Im}}\varphi )^{\perp \vartriangle }={\text{Ker}}(\varphi ^{\star }),}
{\displaystyle {\text{Ker}}\varphi =({\text{Im}}(\varphi ^{\star }))^{\perp \vartriangle },\qquad {\text{Im}}\varphi =({\text{Ker}}(\varphi ^{\star }))^{\perp \vartriangle }.}

### Прямые и обратные пределы в категории Ste
Справедливы следующие естественные тождества:
{\displaystyle {\Big (}\bigoplus _{i\in I}X_{i}{\Big )}^{\star }\cong \prod _{i\in I}X_{i}^{\star }}
{\displaystyle {\Big (}\prod _{i\in I}X_{i}{\Big )}^{\star }\cong \bigoplus _{i\in I}X_{i}^{\star }}
{\displaystyle Y\oslash {\Big (}\bigoplus _{i\in I}X_{i}{\Big )}\cong \prod _{i\in I}(Y\oslash X_{i})}
{\displaystyle {\Big (}\prod _{j\in J}Y_{j}{\Big )}\oslash X\cong \prod _{j\in J}(Y_{j}\oslash X)}
{\displaystyle {\Big (}\bigoplus _{i\in I}X_{i}{\Big )}\circledast {\Big (}\bigoplus _{j\in J}Y_{j}{\Big )}\cong \bigoplus _{i\in I,j\in J}(X_{i}\circledast Y_{j})}
{\displaystyle {\Big (}\prod _{i\in I}X_{i}{\Big )}\odot {\Big (}\prod _{j\in J}Y_{j}{\Big )}\cong \prod _{i\in I,j\in J}(X_{i}\odot Y_{j})}
{\displaystyle {\Big (}\lim _{i\to \infty }X_{i}{\Big )}^{\star }\cong \lim _{\infty \gets i}X_{i}^{\star }}
{\displaystyle {\Big (}\lim _{\infty \gets i}X_{i}{\Big )}^{\star }\cong \lim _{i\to \infty }X_{i}^{\star }}
{\displaystyle Y\oslash {\Big (}\lim _{i\to \infty }X_{i}{\Big )}\cong \lim _{\infty \gets i}(Y\oslash X_{i})}
{\displaystyle {\Big (}\lim _{\infty \gets j}Y_{j}{\Big )}\oslash X\cong \lim _{\infty \gets j}(Y_{j}\oslash X)}
{\displaystyle {\Big (}\lim _{i\to \infty }X_{i}{\Big )}\circledast {\Big (}\lim _{j\to \infty }Y_{j}{\Big )}\cong \lim _{i,j\to \infty }(X_{i}\circledast Y_{j})}
{\displaystyle {\Big (}\lim _{\infty \gets i}X_{i}{\Big )}\odot {\Big (}\lim _{\infty \gets j}Y_{j}{\Big )}\cong \lim _{\infty \gets i,j}(X_{i}\odot Y_{j})}
(здесь {\displaystyle \lim _{i\to \infty }} --- прямой предел а {\displaystyle \lim _{\infty \gets i}} --- обратный предел в категории Ste).

### Преобразование Гротендика
Если {\displaystyle X} и {\displaystyle Y} --- стереотипные пространства, то для любых элементов {\displaystyle x\in X} и {\displaystyle y\in Y} формула 
{\displaystyle (x\circledast y)(\varphi )=\varphi (y)(x),\qquad \varphi \in X^{\star }\oslash Y}
определяет элементарный тензор {\displaystyle x\circledast y\in X\circledast Y=(X^{\star }\oslash Y)^{\star }}, а формула
{\displaystyle (x\odot y)(f)=f(x)\cdot y,\qquad f\in X^{\star }}
--- элементарный тензор {\displaystyle x\odot y\in X\odot Y=Y\oslash X^{\star }}
Теорема. Для любых стереотипных пространств {\displaystyle X} и {\displaystyle Y} существует единственное линейное непрерывное отображение {\displaystyle \Gamma _{X,Y}:X\circledast Y\to X\odot Y}, переводящее элементарные тензоры {\displaystyle x\circledast y} в элементарные тензоры {\displaystyle x\odot y}:
{\displaystyle \Gamma _{X,Y}(x\circledast y)=x\odot y,\qquad x\in X,\ y\in Y.}
Семейство отображений {\displaystyle \Gamma _{X,Y}:X\circledast Y\to X\odot Y} определяет естественное преобразование бифунктора {\displaystyle \circledast } в бифунктор {\displaystyle \odot }.
Отображение {\displaystyle \Gamma _{X,Y}} называется преобразованием Гротендика.

## Свойство стереотипной аппроксимации
Говорят, что стереотипное пространство {\displaystyle X} обладает свойством стереотипной аппроксимации, если всякое линейное непрерывное отображение {\displaystyle \varphi :X\to Y} можно аппроксимировать в стереотипном пространстве операторов {\displaystyle X\oslash X} конечномерными линейными непрерывными отображениями. Это условие слабее, чем существование базиса Шаудера в {\displaystyle X}, но формально сильнее классического свойства аппроксимации (однако, пока неизвестно (2013), совпадает ли стереотипная аппроксимация с классической).
Теорема. Для стереотипного пространства {\displaystyle X} следующие условия эквивалентны:
(i) {\displaystyle X} обладает свойством стереотипной аппроксимации;
(ii) преобразование Гротендика {\displaystyle \Gamma _{X,X^{\star }}:X\circledast X^{\star }\to X\odot X^{\star }} является мономорфизмом (в категории Ste);
(iii) преобразование Гротендика {\displaystyle \Gamma _{X,X^{\star }}:X\circledast X^{\star }\to X\odot X^{\star }} является эпиморфизмом (в категории Ste);
(iv) для всякого стереотипного пространства {\displaystyle Y} преобразование Гротендика {\displaystyle \Gamma _{X,Y}:X\circledast Y\to X\odot Y} является мономорфизмом (в категории Ste);
(v) для всякого стереотипного пространства {\displaystyle Y} преобразование Гротендика {\displaystyle \Gamma _{X,Y}:X\circledast Y\to X\odot Y} является эпиморфизмом (в категории Ste).
Теорема. Если два стереотипных пространства {\displaystyle X} и {\displaystyle Y} обладают свойством стереотипной аппроксимации, то пространства {\displaystyle X\oslash Y}, {\displaystyle X\circledast Y} и {\displaystyle X\odot Y} также обладают свойством стереотипной аппроксимации.
В частности, если {\displaystyle X} обладает свойством стереотипной аппроксимации, то то же справедливо и для {\displaystyle X^{\star }} и {\displaystyle X\oslash X}.

## Приложения
Будучи симметрической моноидальной категорией, Ste порождает понятия стереотипной алгебры (как моноида в Ste) и стереотипного модуля (как модуля в Ste над таким моноидом). Для всякой стереотипной алгебры {\displaystyle A} категории {\displaystyle A}Ste и Ste{\displaystyle A} левых и правых стереотипных модулей над {\displaystyle A} являются относительными категориями над Ste. Это выделяет категорию Ste среди других известных категорий локально выпуклых пространств, поскольку до недавнего времени только про категорию Ban банаховых пространств и категорию Fin конечномерных пространств было известно, что они обладают этим свойством.
С другой стороны, категория Ste так широка, а представляемые ею средства для построения новых пространств так разнообразны, что это дает основание предполагать, что все результаты функционального анализа можно без существенных потерь переформулировать внутри стереотипной теории. Следуя этой идее, можно пытаться полностью заменить категорию локально выпуклых пространств в функциональном анализе (и связанных областях) категорией Ste стереотипных пространств с целью сравнения получаемых теорий на предмет обнаружения возможных упрощений — эта программа была анонсирована С.Акбаровым в 2005 и следующие результаты подтверждают её осмысленность:
- В теории стереотипных пространств свойство аппроксимации наследуется пространствами операторов и тензорными произведениями. Это позволяет снизить число контрпримеров в сравнении с теорией банаховых пространств, где, как известно, пространство операторов не наследует свойство аппроксимации.
- Возникающая теория стереотипных алгебр позволяет упростить конструкции в теориях двойственности некоммутативных групп. В частности, групповые алгебры в этих теориях превращаются в алгебры Хопфа в обычном алгебраическом смысле.